# Posen (Schiff)
Die Posen war das letzte Schiff der Nassau-Klasse, einer Klasse von vier Großlinienschiffen der Kaiserlichen Marine.

## Bau
Die Ersatz Baden wurde am 11. Juni 1907 als zweites Schiff ihrer Klasse auf Kiel gelegt. Da der Neubau auf der Kieler Germaniawerft etwas langsamer voranschritt als bei den anderen Schiffen der Klasse, stand die Ersatz Baden erst am 12. Dezember 1908 als letztes Schiff ihrer Klasse zum Stapellauf bereit. Nach einer Taufrede des Oberpräsidenten der Provinz Posen, Wilhelm von Waldow, wurde der Neubau durch Johanna von Radolin, deren Ehemann Hugo von Radolin damals deutscher Botschafter in Paris war, auf den Namen Posen getauft. Ende April 1910 wurde das Schiff von der Kaiserlichen Marine abgenommen und zur Kaiserlichen Werft Kiel zur Endausrüstung überführt.

## Friedenszeit
Die Posen wurde am 31. Mai 1910 in Dienst gestellt. Bis zum 27. August wurden Probefahrten durchgeführt. Die Besatzung wurde am 7. September vorübergehend reduziert, bis sie nach der Außerdienststellung der Wittelsbach am 20. September durch deren Besatzung auf Sollstärke aufgefüllt wurde. Am selben Tag wurde die Posen dem I. Geschwader zugeteilt. Im November nahm das Linienschiff erstmals an den Verbands- und Flottenübungen teil.
Nachdem die Hannover zum II. Geschwader wechselte, wurde die Posen am 3. Oktober 1911 Flaggschiff des Zweiten Admirals des I. Geschwaders, Konteradmiral Karl Zimmermann. Diesen Posten übernahm am 1. Oktober 1912 Konteradmiral Konrad Trummler, der jedoch bereits am 5. November zum Chef der Mittelmeerdivision ernannt und am 10. Dezember durch Carl Schaumann ersetzt wurde. Ein weiterer Wechsel fand am 1. Oktober 1913 statt, als Friedrich Gädecke neuer Zweiter Admiral wurde. Als Kommandant der Posen fuhr von Oktober 1912 bis Juni 1917 Kapitän zur See Richard Lange.

## Einsatz im Ersten Weltkrieg
Die Posen nahm zu Beginn des Ersten Weltkrieges an allen Einsätzen der Hochseeflotte teil. Lediglich während des Flottenvorstoßes am 17. und 18. Mai 1915 lag das Schiff nicht einsatzfähig in der Werft. Am 4. August wurde das I. Geschwader in die Ostsee verlegt, um die Deckung des geplanten Unternehmens gegen den Rigaischen Meerbusen zu gewährleisten. Da der erste Vorstoß zeigte, dass die eingesetzten Schiffe der Wittelsbach-Klasse zu wenig gegen Torpedos und Minen geschützt waren, wurden Vizeadmiral Ehrhard Schmidt für die Fortsetzung des Unternehmens die Posen und ihr Schwesterschiff Nassau zur Verfügung gestellt.
Vizeadmiral Schmidt schiffte sich am 15. August auf der Posen ein, die damit für den zweiten Teil der Unternehmung zum Flaggschiff wurde. Am Folgetag begann der Vormarsch in den Rigaischen Meerbusen, wobei es nachmittags zu einem kurzen Gefecht mit dem russischen Linienschiff Slawa und dem Kanonenboot Chrabry kam. Ein weiterer kurzer Zusammenstoß mit der Slawa erfolgte am Morgen des 17. August, als diese die laufenden Minenräumarbeiten zu stören versuchte. Nachdem am 19. August der Einbruch in die Bucht gelungen war, führten Posen und Nassau zunächst einen Vorstoß zum Moonsund und dampften dann in Richtung Dünamünde, wo sie in das Gefecht zwischen der Augsburg und russischen Schiffen eingriffen und die Siwutsch versenkten. Gegen 19 Uhr des Folgetages verließen die deutschen Schiffe den Rigaischen Meerbusen durch die Irbenstraße. Vizeadmiral Schmidt holte am 21. August seine Flagge auf der Posen nieder und entließ das Schiff wieder in die Nordsee, wo es am 27. August eintraf und in der Folge wieder an Einsätzen der Hochseeflotte teilnahm.
Gemeinsam mit Nassau und Westfalen sowie dem Schlachtkreuzer Von der Tann wurde am 4. März 1916 unter Führung des an Bord der Posen befindlichen Zweiten Admirals ein Vorstoß bis zur Amrumbank durchgeführt, um den Hilfskreuzer Möve aufzunehmen.
Die Posen war am 31. Mai an einem Vorstoß der Hochseeflotte beteiligt, der schließlich zur Skagerrakschlacht führte. Während des Nachtgefechtes kam es dabei zu einer Kollision mit dem Kleinen Kreuzer Elbing, als dieser versuchte, einem Torpedoangriff britischer Zerstörer auszuweichen und durch die Kiellinie der deutschen Großkampfschiffe durchzubrechen. Die Posen drehte mit Hartruder nach steuerbord, konnte jedoch den Zusammenstoß nicht mehr verhindern. Die Elbing wurde gegen 00:30 Uhr im spitzen Winkel von der Posen gerammt und erlitt schwere Schäden, die letztlich zur Aufgabe des Kreuzers führten. Die Posen blieb unbeschädigt. Bei einem weiteren Angriff britischer Zerstörer konnte die Posen zwei Torpedos ausmanövrieren, versenkte zwei der Zerstörer und schoss einen weiteren in Brand. Das Schiff hatte keine Schäden oder Verluste zu verzeichnen. Dennoch ging es vom 26. Juni bis zum 17. Juli zur Überholung in die Werft.
Nach einigen weiteren Flottenvorstößen und dem üblichen Vorposten- und Sicherungsdienst lief die Posen am 17. November zur Unterstützung der II. Aufklärungsgruppe während des Zweiten Seegefechts bei Helgoland aus. Ein Eingreifen in die Kampfhandlungen erfolgte jedoch nicht.
Im März 1918 wurde die Posen dem unter Konteradmiral Hugo Meurer gebildeten Sonderverband für den Einsatz in Finnland zugeteilt. Sie wurde das Flaggschiff des Zweiten Admirals des Sonderverbandes, Konteradmiral Johannes Hartog. Am 3. April lag die Posen gemeinsam mit der Westfalen vor Russarö, wo die Signalstation besetzt wurde. Das Landungskorps des Schiffes war am 13. und 14. April an der Besetzung Helsinki beteiligt, wobei vier Matrosen getötet und zwölf verwundet wurden. Der zwischen dem 18. und dem 20. April unternommene Versuch, die vor Lagskär aufgelaufene Rheinland abzubringen, musste ergebnislos abgebrochen werden. Die Posen stieß beim Ankern in Helsinki am 22. April auf Wrackteile, wobei ein Schraubenflügel beschädigt wurde. Nach der am 30. April erfolgten Entlassung aus dem Sonderverband führte die Kaiserliche Werft Kiel vom 3. bis 5. Mai die Reparatur des Flügels durch.
Zur Aufnahme der aus Flandern zurückkehrenden U-Boote stand die Posen am 2. Oktober bereit. Auch an der für Ende Oktober geplanten, jedoch aufgrund von Meutereien an Bord der Helgoland und der Thüringen aufgegebenen Unternehmung sollte das Schiff teilnehmen. Nachdem das I. Geschwader am 3. November in die Elbmündung eingelaufen war und sechs Tage später Brunsbüttel wieder verlassen hatte, erreichte die Posen am 10. November Wilhelmshaven und wurde dort auf Liegeplatz 10 festgemacht. Ab dem 22. November diente das Schiff als Beischiff, wurde jedoch am 16. Dezember außer Dienst gestellt.

## Verbleib
Die Posen galt aufgrund ihrer Kolbendampfmaschinen zu Ende des Ersten Weltkrieges als veraltet und gehörte daher nicht zu den gemäß dem Waffenstillstand zu internierenden Einheiten der Hochseeflotte. Am 16. Dezember 1918 wurde das Schiff in Wilhelmshaven außer Dienst gestellt. Durch Nachforderungen der Alliierten wurde die Posen am 5. November 1919 aus der Liste der Kriegsschiffe gestrichen und am 13. Mai 1920 als Reparationsschiff G an Großbritannien übergeben. Das Schiff wurde von der britischen Admiralität nach den Niederlanden verkauft und 1922 in Dordrecht abgewrackt.

## Kommandanten
| Dienstgrad                      | Name                | Kommandozeit                  |
| ------------------------------- | ------------------- | ----------------------------- |
| Kapitän zur See                 | Otto Back           | 31. Mai 1910 – September 1912 |
| Kapitän zur See / Konteradmiral | Richard Lange       | Oktober 1912 – Juni 1917      |
| Kapitän zur See                 | Wilhelm von Krosigk | Juni 1917 – November 1918     |
| Korvettenkapitän                | Otto Zirzow         | November 1918                 |
| –––                             | unbesetzt           | November – 16. Dezember 1918  |